# James A. Cravens

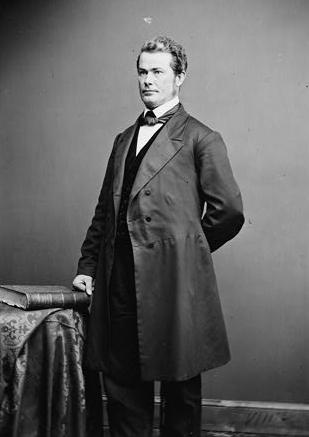
James A. Cravens

James Addison Cravens (* 4. November 1818 im Rockingham County, Virginia; † 20. Juni 1893 bei Hardinsburg, Indiana) war ein US-amerikanischer Politiker. Zwischen 1861 und 1865 vertrat er den Bundesstaat Indiana im US-Repräsentantenhaus.

## Werdegang
James Cravens war ein Cousin zweiten Grades des Kongressabgeordneten James H. Cravens (1802–1876). Im Jahr 1820 zog er mit seinem Vater nach Indiana, wo sie sich in der Nähe von Hardinsburg niederließen. Cravens besuchte die öffentlichen Schulen seiner neuen Heimat und arbeitete danach in der Landwirtschaft, hierbei vor allem in der Viehzucht. In den Jahren 1846 und 1847 nahm er als Major einer Freiwilligeneinheit aus Indiana am Mexikanisch-Amerikanischen Krieg teil. Danach begann er als Mitglied der Demokratischen Partei eine politische Laufbahn.
In den Jahren 1848 und 1849 saß er als Abgeordneter im Repräsentantenhaus von Indiana; zwischen 1850 und 1853 gehörte er dem Staatssenat an. Außerdem war er Mitglied der Staatsmiliz. Im Jahr 1854 wurde er zum Brigadegeneral dieser Truppe befördert. Bei den Kongresswahlen des Jahres 1860 wurde Cravens im zweiten Wahlbezirk von Indiana in das US-Repräsentantenhaus in Washington, D.C. gewählt, wo er am 4. März 1861 die Nachfolge von William Hayden English antrat. Nach einer Wiederwahl konnte er bis zum 3. März 1865 zwei Legislaturperioden im Kongress absolvieren. Diese waren von den Ereignissen des Bürgerkrieges geprägt. Im Jahr 1864 verzichtete er auf eine weitere Kandidatur.
1866 nahm James Cravens als Delegierter an der Union National Convention of Conservatives in Philadelphia teil; 1868 war er Delegierter zur Democratic National Convention in New York, auf der Horatio Seymour als Präsidentschaftskandidat nominiert wurde. Danach zog er sich aus der Politik zurück und arbeitete wieder in der Landwirtschaft. Er starb am 20. Juni 1893 in Hardinsburg, wo er auch beigesetzt wurde.